# Storbergstjärnen, Dalarna
Storbergstjärnen är en sjö i Rättviks kommun i Dalarna och ingår i Dalälvens huvudavrinningsområde.